# Campionat Europeu de Lluita de 2007
El LIX Campionat Europeu de Lluita es va celebrar a Sofia (Bulgària) entre el 17 i el 22 d'abril de 2007. Va ser organitzat per la Federació Internacional de Lluites Associades (FILA) i la Federació Búlgara de Lluita.
Les competicions es van celebrar en el Palau d'Esports d'Hivern.

## Països participants
Van participar en total 429 lluitadors (177 de grecoromana, 148 en lliure masculina i 104 en lliure femenina) de 39 federacions nacionals d'Europa:
| - Albània - Alemanya - Armènia - Àustria - Azerbaidjan - Belarús - Bulgària - Xipre - Croàcia - Dinamarca | - Eslovàquia - Eslovènia - Espanya - Estònia - Finlàndia - França - Geòrgia - Grècia - Hongria - Irlanda | - Israel - Itàlia - Letònia - Lituània - Macedònia del Nord - Moldàvia - Noruega - Països Baixos - Polònia - Portugal | - Regne Unit - Txèquia - Plantilla:Bandera2 - Plantilla:Bandera2 - Sèrbia - Suècia - Suïssa - Turquia - Ucraïna |

## Resultats

### Lluita grecoromana masculina
| Prova  | Or                            | Plata                       | Bronze                                                        |
| 55 kg  | Rövşən Bayramov · Azerbaidjan | Zaur Kuramagomedov · Rússia | Kristijan Fris · Sèrbia · Viuhar Rahimov · Ucraïna            |
| 60 kg  | Eusebiu Diaconu · Romania     | Stig André Berge · Noruega  | Suren Hevorkian · Ucraïna · Jarkko Ala-Huikku · Finlàndia     |
| 66 kg  | Nikolai Guergov · Bulgària    | Olexandr Jvoshch · Ucraïna  | Marcus Thätner · Alemanya · Refik Ayvazoğlu · Turquia         |
| 74 kg  | Manuchar Kvirkvelia · Geòrgia | Reto Bucher · Suïssa        | Mijail Ivanchenko · Rússia · Valdemaras Venckaitis · Lituània |
| 84 kg  | Alexei Mishin · Rússia        | Jan Fischer · Alemanya      | Andrea Minguzzi · Itàlia · Mélonin Noumonvi · França          |
| 96 kg  | Ramaz Nozadze · Geòrgia       | Jimmy Lidberg · Suècia      | Vasili Teploujov · Rússia · Balázs Kiss · Hongria             |
| 120 kg | Jasan Baroyev · Rússia        | David Vála · Txèquia        | Jalmar Sjöberg · Suècia · İsmail Güzel · Turquia              |

### Lluita lliure masculina
| Prova  | Or                                 | Plata                         | Bronze                                                                |
| 55 kg  | Besik Kudujov · Rússia             | Marcel Ewald · Alemanya       | Sezer Akgül · Turquia · Radoslav Velikov · Bulgària                   |
| 60 kg  | Vasyl Fedoryshyn · Ucraïna         | Anatolie Guidea · Bulgària    | Gergő Wöller · Hongria · Murad Ramazanov · Macedònia del Nord         |
| 66 kg  | Albert Batyrov · Belarús           | Irbek Farniyev · Rússia       | Serafim Barzakov · Bulgària · Ramazan Şahin · Turquia                 |
| 74 kg  | Majach Murtazaliyev · Rússia       | Guela Saguirashvili · Geòrgia | Çamsulvara Çamsulvarayev · Azerbaidjan · Emzarios Bentinidis · Grècia |
| 84 kg  | Gueorgui Ketoyev · Rússia          | Taras Danko · Ucraïna         | Árpád Ritter · Hongria · Serhat Balcı · Turquia                       |
| 96 kg  | Shirvani Muradov · Rússia          | Ruslan Sheijau · Belarús      | Shamil Guitinov · Armènia · Guiorgui Gogshelidze · Geòrgia            |
| 120 kg | Kuramagomed Kuramagomedov · Rússia | Serhi Priadun · Ucraïna       | Alexi Modebadze · Geòrgia · Fatih Çakıroğlu · Turquia                 |

### Lluita lliure femenina
| Prova | Or                           | Plata                          | Bronze                                                     |
| 48 kg | Lorisa Oorzhak · Rússia      | Francine De Paola · Itàlia     | Sofia Mattsson · Suècia · Brigitte Wagner · Alemanya       |
| 51 kg | Zamira Rajmanova · Rússia    | Estera Dobre · Romania         | Emese Barka · Hongria · María del Mar Serrano · Espanya    |
| 55 kg | Natalia Golts · Rússia       | Natalia Synyshyn · Ucraïna     | Anna Gomis · França · Sofía Pumpuridu · Grècia             |
| 59 kg | Ida-Theres Karlsson · Suècia | Marianna Sastin · Hongria      | Galina Leguenkina · Rússia · Anna Zwirydowska · Polònia    |
| 63 kg | Stefanie Stüber · Alemanya   | Aliona Kartashova · Rússia     | Monika Michalik · Polònia · Hanna Vasylenko · Ucraïna      |
| 67 kg | Anna Polovneva · Rússia      | Kateryna Burmistrova · Ucraïna | Maria Müller · Alemanya · Iryna Tsyrkevich · Belarús       |
| 72 kg | Stanka Zlateva · Bulgària    | Svitlana Sayenko · Ucraïna     | Guiuzel Maniurova · Rússia · Agnieszka Wieszczek · Polònia |

## Medaller
| Posició | País               | Or | Plata | Bronze | Total |
| 1       | Rússia             | 11 | 3     | 4      | 18    |
| 2       | Bulgària           | 2  | 1     | 2      | 5     |
| 2       | Geòrgia            | 2  | 1     | 2      | 5     |
| 4       | Ucraïna            | 1  | 6     | 3      | 10    |
| 5       | Alemanya           | 1  | 2     | 3      | 6     |
| 6       | Suècia             | 1  | 1     | 2      | 4     |
| 7       | Belarús            | 1  | 1     | 1      | 3     |
| 8       | Romania            | 1  | 1     | 0      | 2     |
| 9       | Azerbaidjan        | 1  | 0     | 1      | 2     |
| 10      | Hongria            | 0  | 1     | 4      | 5     |
| 11      | Itàlia             | 0  | 1     | 1      | 2     |
| 12      | Noruega            | 0  | 1     | 0      | 1     |
| 12      | Txèquia            | 0  | 1     | 0      | 1     |
| 12      | Suïssa             | 0  | 1     | 0      | 1     |
| 15      | Turquia            | 0  | 0     | 6      | 6     |
| 16      | Polònia            | 0  | 0     | 3      | 3     |
| 17      | França             | 0  | 0     | 2      | 2     |
| 17      | Grècia             | 0  | 0     | 2      | 2     |
| 19      | Armènia            | 0  | 0     | 1      | 1     |
| 19      | Espanya            | 0  | 0     | 1      | 1     |
| 19      | Finlàndia          | 0  | 0     | 1      | 1     |
| 19      | Lituània           | 0  | 0     | 1      | 1     |
| 19      | Macedònia del Nord | 0  | 0     | 1      | 1     |
| 19      | Sèrbia             | 0  | 0     | 1      | 1     |
|         | TOTAL              | 21 | 21    | 42     | 84    |